# Тромбоцитопения
Тромбоцитопени́я (от тромбоциты + др.-греч. πενια — недостаток, бедность) — состояние, характеризующееся снижением количества тромбоцитов ниже 150⋅109/л, что сопровождается повышенной кровоточивостью и проблемами с остановкой кровотечений. Как состояние может сопровождать практически любые гематологические заболевания. В качестве самостоятельного заболевания диагностируется как аутоиммунная (не всегда) тромбоцитопеническая пурпура или болезнь Верльгофа. Основные причины: нарушение продукции тромбоцитов и/или повышенное разрушение тромбоцитов. Наиболее часто встречается аутоиммунная тромбоцитопения. Идиопатическими называются тромбоцитопении, причина возникновения которых не установлена. Среди возможных причин особо выделяют эпидемиологические и инфекционные: ВИЧ, гепатиты, осложнения на острые проявления герпетической инфекции, инфекционный мононуклеоз, простудные заболевания, грипп, COVID-19; вызванная экзогенными факторами, в том числе медикаментами (в частности, нефракционированный и низкомолекулярный гепарин, некоторые вакцины против COVID-19).

## Симптомы
Самопроизвольное появление синяков на конечностях и на теле, заметное увеличение времени остановки кровотечений. Учащение носовых кровотечений и появление кровотечений из слизистых рта. Результаты клинического анализа крови показывают от 0 до 50⋅109 тромбоцитов/л при норме 150—320⋅109. Титр на антитела к тромбоцитам может показывать превышение во много раз от нормы 200.
Граница госпитализации по разным источникам ниже 20⋅109/л. От 20 до 50 допустимо амбулаторное лечение. Отдельные источники считают безопасной границу 30.
Общее состояние, как правило, не вызывает у больного особых отрицательных ощущений и является обманчивым, так как чревато внутренними кровотечениями любых органов, а также кровоизлиянием в мозг. Категорически противопоказаны любые физические нагрузки.

## Лечение
Пациент должен в обязательном порядке пройти обследование у гематолога. Как правило причину выявить или не удаётся или причина как таковая уже не имеет никакого значения кроме информации, так как лечения требует либо сама тромбоцитопения, либо заболевание, которое она сопровождает. Основное симптоматическое лечение — преднизолон— гормональный препарат класса стероидов с массой побочных явлений. Основные побочные явления — резкое увеличение массы тела, вывод калия и магния, негативное воздействие (до появления геморрагических гастритов) на слизистые желудка при пероральном приёме.
Базовые процедуры обследований: полный и регулярный набор анализов крови на фоне приёма кортикоидов, включая инфекционные и ревматологические тесты, тесты на ДНК и антитела, ЭКГ, УЗИ, рентгенография, эндоскопия (по показаниям). Основа клинического лечения в общем случае зависит от протоколов лечения основного заболевания. Для АИТП и болезни Верльгофа наилучший результат даёт удаление селезёнки (спленэктомия) — по разным данным до 80 % успеха. При неэффективности спленэктомии применяют химиотерапию алкалоидами Vinca (винкристин). Существуют, также, протоколы лечения иммуноглобулинами внутривенно (Гамимун Н). Успешная статистика имеется, но в открытом доступе отсутствует. В отдельных случаях ещё до назначения гормональных препаратов врачи-гематологи практикуют плазмаферез. Результаты обнадёживают.
Среднее общее время обследования, принятия решения и возможного окончания лечения составляет 2-6 месяцев без учёта последующего диспансерного наблюдения. При отмене преднизолона, особенно после длительного курса или внутримышечного(-венного) введения, в течение от 2-3 суток до недель наблюдается т. н. «синдром отмены»: головные боли, тахикардия, повышенное АД, лихорадка, анорексия, нарушения сна как в сторону сонливости так и бессонницы, психические расстройства. Терапия симптоматическая: но-шпа, валокордин, анестетики, парацетамол и сон.

## Тромбоцитопения у животных
Болеют домашние животные всех видов. Болезнь может протекать остро и хронически. Основной признак - геморрагии на слизистых оболочках и непигментированных участках кожи. Нередко отмечают кровотечения из носа. У некоторых животных кровь содержится в кале и рвотных массах. При интенсивных длительных кровотечениях появляются признаки анемии, одышка и тахикардия. Проба на ломкость капилляров часто положительная.